# Kοryfes orous Paggaiο
Kοryfes orous Paggaiο este o arie protejată (arie specială de conservare — SAC, sit de importanță comunitară — SCI) din Grecia întinsă pe o suprafață de 11.869,71 ha, integral pe uscat.

## Localizare
Centrul sitului Kοryfes orous Paggaiο este situat la coordonatele 40°54′42″N 24°06′00″E / 40.911729°N 24.100128°E.

## Înființare
Situl Kοryfes orous Paggaiο a fost declarat sit de importanță comunitară în august 1996 pentru a proteja 1 specie de plante și 10 specii de animale. Situl a fost protejat și ca arie specială de conservare în martie 2011.

## Biodiversitate
Situată în ecoregiunea mediteraneană, aria protejată conține 15 habitate naturale: Matorral arborescenți cu Juniperus spp., Pajiști alpine și subalpine calcaroase, Pajiști uscate din regiunea submediteraneeană estică (Scorzoneratalia villosae), Pajiști acidofile oro-moezice, Pante stâncoase calcaroase cu vegetație casmofită, Peșteri inaccesibile publicului, Păduri de fag Luzulo-Fagetum, Păduri de fag Asperulo-Fagetum, Păduri de fag din Europa Centrală dezvoltate pe sol calcaros cu Cephalanthero-Fagion, Păduri pe pante, grohotișuri și ravene de Tilio-Acerion, Păduri panonice-balcanice de stejar turcesc - stejar sesil, Păduri de Castanea sativa, Păduri de fag elene cu Abies borisii-regis, Păduri de Quercus frainetto, Păduri de Platanus orientalis și Liquidambar orientalis (Platanion orientalis).
La baza desemnării sitului se află mai multe specii protejate:
- plante (1): Himantoglossum jankae
- amfibieni (1): izvoraș-cu-burta-galbenă (Bombina variegata)
- mamifere (2): vidră de râu (Lutra lutra), liliac cu urechi mari (Myotis bechsteinii)
- pești (5): Barbus strumicae, Cobitis punctilineata, Cobitis taenia Complex, Eudontomyzon hellenicus, boarță (Rhodeus amarus)
- reptile (2): Testudo graeca, țestoasă bănățeană (Testudo hermanni)

Pe lângă speciile protejate, pe teritoriul sitului au mai fost identificate 49 de specii de plante, 4 specii de amfibieni, 7 specii de mamifere, 5 specii de reptile.